# Língua crioula de Guadalupe
O crioulo de Guadalupe é uma língua crioula com seu vocabulário baseado francês e é falado em Guadalupe e Dominica. Esta língua crioula reflete a história de seus falantes, os descendentes de escravos das Antilhas Francesas, e imigrantes oriundos da Índia. Em 2001, este crioulo era falado por cerca de 430.000 pessoas em Guadalupe.

## História e características
O crioulo de Guadalupe foi formado a partir do francês por volta do século XVIII, também contou com contribuições de muitas línguas da África Ocidental, mas o incessante jogo de conquista e perdas territoriais entre ingleses, portugueses e neerlandeses também influenciou. Ainda hoje, as palavras das línguas caribes, africanas, ou indianas estão sempre presentes no crioulo de Guadalupe. Ao contrário do crioulo haitiano, que já esteve mais próximo do francês, mas que se encontra em um processo de afastamento contínuo, o crioulo de Guadalupe segue o movimento inverso, devido à contínua influência da cultura francesa e também da mídia francesa sobre a vida cotidiana da população local.
É muito semelhante aos crioulos da Martinica, das Ilhas dos Santos, da Guiana Francesa e do Haiti, bem como as formas dos crioulos falados nas ex-ilhas francófonas (Dominica e Santa Lúcia). Às vezes, o crioulo de Guadalupe, o crioulo da Dominica, o crioulo da Martinica, o crioulo de Maria Galante, o crioulo das Ilhas dos Santos, o crioulo de São Bartolomeu, o crioulo francês de Granada e o crioulo de Santa Lúcia são considerados uma única língua, o crioulo antilhano.

## G.E.R.E.C
O G.E.R.E.C (Groupe d'Études et de Recherches en Espace Créolophone), fundado em 1975 pelo professor Jean Bernabé, reúne pesquisadores que trabalham com a língua, a cultura e as pessoas crioulas (de Martinica, Guadalupe, Guiana Francesa...), com um olhar específico sobre os crioulos com base lexical derivada do francês e da área francófona. O principal trabalho do G.E.R.E.C foi desenvolver uma escrita para o crioulo, incluindo uma família de padrões para a ortografia, que refere-se a partir de 1976.

### Dicionários
- Abstrak diksionnè lang peyi karibeyen (Dictionnaire abstrait des langues des pays caribéens) Riche lexique unilingue du créole
- Dictionnaire français/créole (Martinique et Guadeloupe)
- Dictionnaire en ligne Créole antillais-Français, Français-Créole antillais freelang
- Dictionnaire créole interactif Guadeloupéen-français Martiniquais, Guyanais, Réunionais
- Henry Tourneux, Maurice Barbotin, Dictionnaire pratique du créole de Guadeloupe, Paris, 1990, ISBN 2-86537-248-0.